# Villamayor de Calatrava
Villamayor de Calatrava es un municipio y localidad española de la provincia de Ciudad Real, en la comunidad autónoma de Castilla-La Mancha. El término municipal tiene una población de 619 habitantes (INE 2024). 

## Geografía
Integrado en la comarca de Campo de Calatrava, se sitúa a 33 kilómetros de la capital provincial. El término municipal está atravesado por la carretera N-420 entre los pK 172 y 173, además de por la carretera CM-4115, que permite la comunicación del pueblo con la carretera N-420 y con Almodóvar del Campo, y por la carretera local CR-P-4116, que se dirige hacia Argamasilla de Calatrava. 
El relieve del municipio está formado por la alternancia de alineaciones de pequeñas sierras que no superan los 900 metros, que rodean y enmarcan los valles de ríos de escasa pendiente, todos ellos afluentes del Guadiana. El pueblo se encuentra a los pies del cerro del Tesoro (845 metros), que a su vez, forma parte de una cadena formada por la sierra de Perabad (817 metros) al noreste, sierra de las Cabrerizas (844 metros) al norte, sierra Gorda (853 metros al noroeste), cerro del Águila (834 metros) y cerro de la Charneca (824 metros). Esta cadena montañosa hace de límite del municipio por el norte y bordea un amplio valle que está drenado por el río Tirteafuera, que hace de límite municipal con Almodóvar del Campo y al que afluyen los distintos arroyos del término. En la zona llana del término hay numerosos humedales (lagunas de Los Almeros, Saladilla, las Cucharas, entre otras).
La altitud oscila entre los 853 metros en sierra Gorda y los 610 metros a orillas del río Tirteafuera. El pueblo se alza a 662 metros sobre el nivel del mar. 
| Noroeste: Cabezarados                    | Norte: Corral de Calatrava | Noreste: Caracuel de Calatrava    |
| Oeste: Cabezarados y Almodóvar del Campo |                            | Este: Argamasilla de Calatrava    |
| Suroeste: Almodóvar del Campo            | Sur: Almodóvar del Campo   | Sureste: Argamasilla de Calatrava |

Parajes naturales
- Laguna de Perabad
- Cerro del Águila
- Laderas y curso del río Tirteafuera

## Historia
Hasta la reforma de la nomenclatura municipal de 1916 el municipio se llamaba simplemente Villamayor. En dicha fecha su nombre fue modificado por el de Villamayor de Calatrava.

## Demografía
Villamayor de Calatrava cuenta con una población de 619 habitantes (INE 2024).
| Gráfica de evolución demográfica de Villamayor de Calatrava entre 1842 y 2021 |
| |
| Población de derecho según los censos de población del INE Población de hecho según los censos de población del INEEn estos censos se denominaba Villamayor: 1877, 1887, 1897, 1900 y 1910 |

## Patrimonio
- Iglesia parroquial de Santa María de la Visitación: del siglo XVI, fue derribada completamente debido a su deterioro en la década de 1970 y construida de nuevo.
- Ermita de San Isidro: construida en 1957, situada en la finca conocida como Dehesa Boyal o Labrada, cercana al núcleo urbano.
- Puentes: dispone de dos puentes, uno del siglo XV de tres ojos y otro del siglo XVI de diez ojos.

## Fiestas
- San Antón: 17 de enero.
- La Candelaria: 2 de febrero.
- Día del Ángel: 1 de marzo.
- Romería a la Virgen del Rosario: 1 de mayo.
- San Isidro: 15 de mayo.
- Fiestas Mayores: del 12 al 17 de septiembre.
- Jesús de Nazaret: 14 de septiembre.
- Fiesta de la Virgen del Rosario: 1.er domingo de octubre.
- Semanas culturales: semana del 14 de agosto.